# Jeu de toc
 (décembre 2023).
 (avril 2013).
Si vous disposez d'ouvrages ou d'articles de référence ou si vous connaissez des sites web de qualité traitant du thème abordé ici, merci de compléter l'article en donnant les références utiles à sa vérifiabilité et en les liant à la section « Notes et références ».
Le toc, ou jeu du toc, ou encore jeu de toc (également orthographié tock ou tok) est un jeu de société de course.   
Il peut se jouer de différentes manières : chacun pour soi, en équipe, certaines cartes ayant des pouvoirs différents, etc..  
Le plateau est similaire à celui du jeu des petits chevaux ; le but est le même.

## Règles communes
Des règles sont communes à toutes les variantes du toc :
- Le jeu se joue sur un plateau pouvant avoir un nombre variable de cases et avec un jeu de cartes ;
- Chaque joueur a 4 pions qu’il doit faire rentrer en premier dans sa « maison » pour gagner ;
- Lorsque son propre pion arrive sur la même case que le pion d’un autre joueur, il peut le « manger ».

## Déroulement du jeu
Il existe de nombreuses règles différentes.
Une manière de jouer en équipe est la suivante :
Chaque joueur reçoit 5 cartes d’un jeu de 54 cartes. 
Avant de jouer, les deux joueurs de chaque équipe s’échangent une carte face cachée. 
Puis les joueurs jouent à tour de rôle, dans le sens des aiguilles d’une montre. Le joueur se trouvant à gauche de la personne ayant distribué les cartes commence jusqu’à épuisement de la main. Une nouvelle donne a lieu à partir des cartes non distribuées (c’est toujours le joueur qui a joué en premier au tour précédent qui distribue), avec cette fois 4 cartes par joueur, puis une troisième fois avec encore 4 cartes. Le paquet de cartes est alors épuisé, et le jeu reprend avec une donne à 5 cartes, et ainsi de suite.
À son tour de jeu, chaque joueur est tenu de jouer l’une des cartes qu’il tient en main ; s’il est dans l’impossibilité de jouer, il doit se défausser d’une carte. Pour avancer sur le plateau (dans le sens horaire), les pions doivent d’abord être sortis de leur réserve, par un as ou un roi. La case de sortie est généralement fixée à 2 cases du « Pieu » dans le sens de déplacement horaire. Le « Pieu » est la case se trouvant juste sous la colonne des cases de la zone d’arrivée. Un pion venant de sortir est inamovible (sauf par son propriétaire ou son coéquipier, si celui-ci a rentré tous ses pions) : il ne peut donc être ni « mangé » (par un 7, roi ou une carte d’un adversaire d’une valeur tombant sur cette case), ni déplacé (par un valet), ni dépassé par un pion ami ou adversaire (aussi bien en avançant qu’en reculant avec le 4). 
Un pion qui se trouve sur la case où arrive un autre pion est « mangé » (même s’il s’agit de son coéquipier), et retourne dans sa réserve. 
Dans la zone d’arrivée, un pion ne peut passer par-dessus les autres. Lorsqu’un joueur a rentré tous ses pions, il joue les pions de son coéquipier (sans le consulter). La partie s’arrête lorsque l’une des deux équipes a rentré ses huit pions. 
Il n’est pas possible de rentrer dans la zone d’arrivée en reculant (avec un 4), l’entrée doit se faire par la droite du « Pieu ».
Il existe des variantes avec plateau de 6 ou 8 joueurs, avec quelques modifications des actions de carte afin que la partie ne soit pas trop longue, et l’ajout des Jokers (sortie ou avance de 18 cases). 
À 8 joueurs, il est possible de passer par le centre avec un roi lorsque l’on se trouve sur la case no 7 de la piste. On ressort sur un autre numéro 7, à l’aide d’un roi, à l'endroit que l’on veut sur le plateau. La zone centrale est neutre, les pions arrivant dans cette zone ne se mangent pas entre eux.
On peut composer des équipes avec 6 joueurs : 3 équipes de 2 ou 2 équipes de 3 ; ou avec 8 joueurs : 4 équipes de 2 ou 2 équipes de 4, ou à 4, 6 ou 8 joueurs.
il est possible de jouer en individuel (chacun pour soi).

## Cartes spéciales
La plupart des cartes permettent d’avancer un pion du nombre de points désigné par la carte. 
Certaines cartes ont cependant un rôle particulier :
- L’as permet de sortir un pion ou de rentrer dans sa base.
- Le quatre oblige le joueur à reculer l'un de ses pions de quatre cases (il est interdit d’entrer dans la maison en reculant).
- Le cinq avance de 5 cases, mais, à 6 joueurs et plus, il autorise à franchir une case de départ bloquée par son propriétaire qui vient de sortir. Autrement, il avance de 5 cases dans le jeu à 4 joueurs.
- Le sept permet d’avancer plusieurs pions à la fois, pour un total de sept cases (par exemple, un pion avance de deux cases, un deuxième pion avance d’une case, et un troisième pion avance de quatre cases : 2+1+4=7). Le 7 peut être décomposé dans la maison. Il n’est pas autorisé de revenir sur l'un des pions déjà déplacés dans le compte du 7 pour finir le compte de 7, il ne faut donc pas commettre d’erreur de calcul dans la fragmentation du 7. On mange les pions sur son passage. Il faut obligatoirement déplacer ses pions de 7 cases : si c’est impossible, le sept est défaussé et aucun pion ne bouge.
- Le dix avance de dix cases et oblige le joueur suivant à se défausser d’une carte sans jouer de pion.
- Le valet oblige à échanger la place d’un des pions du joueur avec n’importe lequel des autres pions sur le plateau (sauf un pion étant sur sa case de départ).
- Le roi permet de sortir un pion ou d’avancer de treize cases. Le paragraphe « Déroulement du jeu » pour le jeu à 8 joueurs indique comment le roi peut faire passer le pion par le centre.
- La dame avance de 12.
- Les autres cartes avancent de leurs valeurs.
- Le joker est utilisé à partir de 6 joueurs. Il permet de sortir un pion ou d’avancer de 18 cases. À 4 joueurs, les Jokers sont retirés du jeu. La distribution des cartes se fait ainsi : 1 tour à 5 cartes par joueur et 2 tours à 4 cartes par joueur.

Toutes les cartes doivent être jouées. Pour se rendre à sa « maison », le joueur doit avoir le compte exact ou faire un autre tour.

## Règlement officiel du « Tock de Rue »
L’Association Shawiniganaise de Tock International a édicté les règles suivantes : 

### L’équipement
La planche de jeu doit être exactement comme celle présentée en photo de couverture. Un paquet de cartes de 54 cartes, incluant les jokers, est utilisé dans les matchs.

### Le déroulement
Pour déterminer le premier brasseur, chaque joueur tire une carte : la plus élevée détermine le premier brasseur. Le joker est la plus haute carte, l’as est la plus basse.
La distribution des cartes (les « brasses ») se fait ainsi : le brasseur distribue 5 cartes par joueur le premier tour. Les deux tours suivants, il distribue quatre cartes par joueur par tour, sans rebrasser le paquet. Le joueur suivant devient ensuite le brasseur pour les trois tours suivants.
L’échange de carte se fait uniquement avant la première main de la partie : chaque joueur échange une carte avec son coéquipier, sans parler.
En équipe, chaque joueur doit jouer uniquement sur ses billes. Lorsqu'il a entré toutes ses billes dans le ciel, il doit aider son coéquipier à terminer. Aucune consultation entre coéquipiers n’est tolérée durant la partie. Un joueur qui donnera de l’information sur le jeu devra « brûler » une carte à l’aveugle et passer son tour. La première équipe à avoir entré ses 8 billes dans le ciel remporte la partie.
Lorsqu’un joueur ne peut pas jouer parce qu’il est bloqué ou parce qu’il n’a aucune bille sur le jeu, il doit « brûler une carte ». Cependant, il ne peut brûler une carte si une de ses autres cartes est jouable, même si c’est désavantageux.
Un joueur ne peut faire passer une bille par-dessus une autre dans le ciel. Il doit les avancer une après l’autre pour les monter.
La règle de la « Bille touchée » indique qu'une carte déposée au centre doit être jouée si elle est jouable. Lorsqu’une bille est touchée, elle doit être jouée si elle est jouable. Lorsqu’une bille est relâchée, le tour est terminé et irréversible.

### Les cartes spéciales selon l’AssociationShawiniganaisede Tock International
- La carte « As » est utilisée pour sortir une bille ou pour avancer de 1.
- La carte « 4 » doit toujours être utilisée pour reculer de 4 cases.
- La carte « 5 » peut être utilisée pour avancer n’importe quelle bille sur le jeu, sans restriction.
- La carte « 7 » peut être décomposée pour jouer sur deux billes différentes d’un même joueur. Le total des coups sur les deux billes doit être de 7, il ne peut pas être utilisé partiellement. La carte 7 ne peut pas être décomposée entre la dernière bille d’un joueur et une bille de son coéquipier.
- La carte « 10 » peut être sacrifiée pour faire passer le tour du joueur suivant. Dans ce cas, ce joueur devra brûler une carte. Si un joueur a jeté toutes ses cartes au début d’un tour, un joueur peut quand même lui faire passer son tour avec une carte 10, puisqu’il a théoriquement encore des cartes. Puisque le brasseur joue en dernier, s’il conserve une carte 10 comme dernière carte à jouer, il devra obligatoirement avancer une bille de 10 cases.
- La carte « J » (valet) sert uniquement à échanger deux billes. Le joueur qui utilise un valet doit échanger une de ses billes avec n’importe quelle bille sur le jeu, sauf une autre de ses propres billes.
- La carte « K » (le roi) est utilisée pour sortir une bille ou pour avancer de 13. Lorsqu’un joueur utilise un roi pour avancer, il mange toutes les billes sur son passage, dont les siennes.
- La carte « Joker » est utilisée pour sortir une bille ou pour avancer de 18. Dans tous les cas, le joueur qui utilise un joker doit piger une carte dans le paquet et rejouer immédiatement sur la même bille. Il peut jouer la carte qu’il vient de piger ou une carte restante dans sa main. Le joueur peut jouer un 5 pour jouer une autre bille, un 10 pour faire passer un joueur ou un valet pour échanger la même bille. Si le joker est utilisé pour entrer une bille au ciel, une carte doit être pigée. Si le joueur ne peut rejouer sur la même bille, ni jouer de 5 ou de 10, une des cartes restantes doit être brûlée.

### Les cases spéciales
- Lorsqu’une bille arrive sur la case « 7 », elle saute automatiquement sur la case 7 opposée. Cette règle ne s’applique pas à une bille qui arrive sur une case 7 à la suite d’un échange avec un valet.
- La case « 8 » protège la bille qui s’y trouve. La bille ne pourra être mangée, ni échangée avec un valet. Elle pourra toutefois être bougée avec une carte « 5 ».
- La case « 18 » protège la bille qui vient de sortir. La bille ne pourra être mangée, ni échangée avec un valet. Elle pourra toutefois être bougée avec une carte « 5 ». De plus, aucune bille ne peut passer par-dessus cette bille tant qu’elle ne quitte pas son départ.